# To jsem byl já
To jsem byl já (italsky Sono stato io) je italská tragikomedie z roku 1973 režírovaná Albertem Lattuadou. Giancarlo Giannini obdržel na sansebastianském filmovém festivalu cenu pro nejlepšího herce.

## Obsazení
| Giancarlo Giannini | Biagio Solise               |
| Silvia Monti       | Jacqueline                  |
| Hiram Keller       | Il Kid                      |
| Orazio Orlando     | Il Commissario              |
| Patricia Chiti     | Gloria Strozzi              |
| Georges Wilson     | Il pubblico ministero       |
| Giuseppe Maffioli  | L'avvocato Difensore        |
| Piero Chiara       | Il Presidente Della Corte   |
| Nino Pavese        | Il Cavalier Armando Toluzzi |
| Ely Galleani       | L'autostoppista             |